# Eacles approximans
Eacles approximans är en fjärilsart som beskrevs av Eugène Louis Bouvier 1924. Eacles approximans ingår i släktet Eacles och familjen påfågelsspinnare. Inga underarter finns listade i Catalogue of Life.